# Kurmandschi
Kurmandschi (Eigenschreibweise: Kurmancî, كورمانجى Kurmancî, DMG kurmānğī) oder Nordkurdisch ist eine der drei kurdischen Sprachen, die zu den nordwestiranischen Sprachen gehören. Kurmandschi ist eine flektierende Sprache.
Etwa 65 % aller Kurden sprechen Kurmandschi. Die Kurmandschi-Sprecher oder Kurmandschen sind vorwiegend in der Türkei und in Syrien, aber auch im Irak, in Iran, im Libanon, in Armenien, Aserbaidschan und einigen weiteren GUS-Staaten zu Hause. Auch in Europa verbreitet sich Kurmandschi vor allem durch Zuwanderung stark. In der Kurdologie wird im deutschen Sprachraum für Kurmandschi auch die Bezeichnung Nordkurdisch verwendet.
Kurmandschi wird seit den 1930er Jahren vorwiegend im lateinschriftlichen Kurmandschi-Alphabet geschrieben und durchläuft gerade einen Prozess des Sprachausbaus. Dabei wird versucht, den Dialekt Botani aus Botan in Cizre zur Standardsprache zu entwickeln. Dieser Dialekt wurde von Kamuran Bedirxan in den 1920er Jahren als Grundlage für sein Buch über die kurdische Grammatik benutzt.

Kurmandschi in Nachbarschaft mit anderen modernen iranoarischen Sprachen:
Kurmandschi
Sorani
Südkurdische Sprache (mit Gorani)
Zaza-Sprache
gemischt

## Politische Situation der Sprache

### Türkei
Die Sprache Kurmandschi war in der Republik Türkei jahrzehntelang Restriktionen und Verboten ausgesetzt. So war das Publizieren, das Ausstrahlen von TV- oder Radiosendungen, das Singen, das Unterrichten der Sprache und von den 1980er bis in die 1990er Jahre sogar das Sprechen der Sprache verboten. Mit dem Sprachverbotsgesetz von 1983 wurde der Gebrauch jeglicher anderer Sprachen, die keine 1. Amtssprache eines von der Türkei anerkannten Staates waren, verboten und es konnten Haftstrafen von 6 Monaten bis zu 3 Jahren Haft ausgesprochen werden. Das Gesetz war bis 1991 gültig. Laut dem Parteiengesetz von 1983 durften Parteien an ihren Veranstaltungen nur Türkisch benutzen. Damit war Kurmandschi verboten. Im Jahr 2014 wurde dieses Sprachverbot mit Gesetz 6529 aus dem Parteiengesetz gestrichen. Seit Januar 2009 gibt es in der Türkei mit TRT 6 einen kurdischsprachigen staatlichen Fernsehsender. An der Mardin Artuklu Üniversitesi in Mardin wurden am Institut für lebende Sprachen Lehrstühle für Kurdische und Assyrische Sprache und Literatur eingerichtet. Die Universität in Tunceli bietet seit 2010 ebenfalls neben der Zaza-Sprache auch Kurmandschi als Wahlfach an.

### Sowjetunion
Die Situation in der Sowjetunion war wegen deren Minderheitenpolitik besser. So gab es schon in den 1920er und 1930er Jahren kurdische Veröffentlichungen und sogar kurdische Institute in Sankt Petersburg und in der Armenischen SSR.

### Armenien und Irak
Ezdiki (oder Êzîdîkî) bedeutet „Jesidisch“ und wird von einem Teil der Jesiden verwendet, um sich mit dieser Sprachbezeichnung gegen Kurden abzugrenzen. Ezdiki unterscheidet sich nicht von Kurmandschi. Die Jesiden in Armenien sind seit 2002 als ethnische Minderheit mit ihrer Sprache Ezdiki als Minderheitssprache offiziell anerkannt.

## Kurmandschi als Literatursprache
Kurmandschi ist die am weitesten verbreitete kurdische Sprache. Sie wird im Nordwestirak fast ausschließlich, in der Südosttürkei deutlich überwiegend und teilweise im Nordirak und im Westen Irans benutzt. Kurmandschi wird seit den 1930er Jahren mit lateinischen Buchstaben geschrieben.

## Dialekte
Kurmandschi teilt sich in eine große Anzahl von Dialekten auf:
- Şengalî (in Mossul),
- Judikani (in Zentralanatolien),
- Qerejdaxî (in Şanlıurfa),
- Xerbî (in Qamischli, Amude usw.)[9][10]
- Botanî (Boxtî) (in Botan),
- Serhedkî (in West-Aserbaidschan, Van, Erzurum, Kars, Ağrı, Muş usw.),
- Hekkarî (in Hakkâri, West-Aserbaidschan),
- Behdînî (in Dahuk und West-Aserbaidschan),
- Torî (in Mardin und Siirt),
- Xerzî (Batman und Siirt),
- Qochanî (in Chorasan),
- Birjandî (in Chorasan),
- Elburzî (in Dailam),
- Westdialekt (Marashkî) (in Kahramanmaraş, Gaziantep, Tunceli, Adıyaman usw.),
- Zentraldialekt (um Diyarbakır),
- Efrînî (in Afrin, Gaziantep und Şanlıurfa).

## Aussprache

### Alphabet
Das Nordkurdische wird vorwiegend im lateinschriftlichen Kurmandschi-Alphabet geschrieben. Von den 31 Buchstaben, deren Aussprache weitgehend mit der Schreibung übereinstimmt, sind acht Vokale (a e ê i î o u û) und 23 Konsonanten (b c ç d f g h j k l m n p q r s ş t v w x y z).
Kleinbuchstaben: a b c ç d e ê f g h i î j k l m n o p q r s ş t u û v w x y z

Großbuchstaben: A B C Ç D E Ê F G H I Î J K L M N O P Q R S Ş T U Û V W X Y Z
Daneben gibt es im Nordkurdischen noch den Digraph Xw.
| Buchstabe | Lautwert | Beschreibung                                                |
| --------- | -------- | ----------------------------------------------------------- |
| a         | [⁠a⁠]      | wie dt. a in „Rasen“                                        |
| b         | [⁠b⁠]      | wie dt. b                                                   |
| c         | [⁠dʒ⁠]     | wie dsch in „Dschungel“                                     |
| ç         | [⁠tʃ⁠]     | wie tsch                                                    |
| d         | [⁠d⁠]      | wie dt. d                                                   |
| e         | [⁠ɛ⁠]      | kurzes offenes e, wie dt. „ä“ in „hätte“                    |
| ê         | [⁠e⁠]      | langes geschlossenes e wie in „Sehne“                       |
| f         | [⁠f⁠]      | wie dt. f                                                   |
| g         | [⁠g⁠]      | wie dt. g                                                   |
| h         | [⁠h⁠]      | wie dt. h                                                   |
| i         | [⁠ə⁠]      | kurzer Schwa-Laut, wie das e in dt. „Pause“                 |
| î         | [⁠i⁠]      | wie in dt. „Liebe“                                          |
| j         | [⁠ʒ⁠]      | wie das j in „Journal“                                      |
| k         | [⁠k⁠]      | wie dt. k                                                   |
| l         | [⁠l⁠]      | wie dt. l                                                   |
| m         | [⁠m⁠]      | wie dt. m                                                   |
| n         | [⁠n⁠]      | wie dt. n                                                   |
| o         | [⁠o⁠]      | langes geschlossenes o wie in dt. „Ofen“                    |
| p         | [⁠p⁠]      | wie dt. p                                                   |
| q         | [⁠q⁠]      | weit hinten im Rachen gebildetes k (keine dt. Entsprechung) |
| r         | [⁠r⁠]      | gerolltes Zungenspitzen-r                                   |
| s         | [⁠s⁠]      | immer stimmlos, wie in „Ast“                                |
| ş         | [⁠ʃ⁠]      | wie dt. sch                                                 |
| t         | [⁠t⁠]      | wie dt. t                                                   |
| u         | [⁠ʊ⁠]      | wie dt. u in „und“                                          |
| û         | [⁠u⁠]      | langes deutliches u, wie in dt. „Schuh“                     |
| v         | [⁠v⁠]      | wie dt. w                                                   |
| w         | [⁠w⁠]      | wie engl. w in „week“                                       |
| x         | [⁠χ⁠]      | wie dt. ch in „Bach“                                        |
| y         | [⁠j⁠]      | wie dt. j in „Jacke“                                        |
| z         | [⁠z⁠]      | stimmhaftes s wie in „Sonne“                                |

Besonderheiten zum Lautsystem:
- Das Kurmandschi besitzt kein einheitliches Lautsystem. Den Südostmundarten stehen die Nordwestmundarten des Kurmandschi gegenüber. In diesen, unter anderem in den Provinzen Kahramanmaraş, Malatya und Konya gesprochenen Dialekten, bedient man sich zum Teil anderer Laute. Im Folgenden werden einige Vokale und Konsonanten aufgezählt, die es im Großen und Ganzen betrifft: das lange offene a spricht man wie ein langes offenes o, wie im Englischen Baseball, aus. Das kurze e ist häufig als ein kurzes a anzutreffen. Das ç sprechen die Sprecher wie ein deutsches z aus. Der Laut c ist bei ihnen eine stimmhafte alveolare Affrikate, also ein „ds“ mit stimmhaftem s. Überdies werden die Fragepronomen kî (Wer) und kengî (Wann) als „çî“ und „çincî“ wahrgenommen. Die Präpositionen bi (mit), ji (aus, von) und li (in, zu) werden „ba“, „ja“ und „la“ ausgesprochen.

Es sollte beachtet werden, dass im Kurmandschi ein Dialektkontinuum vorherrscht. Das bedeutet, dass die zahlreichen Mundarten in diesen beiden Dialektgruppen fließend ineinander übergehen. Für die Nordwestmundarten ist kein Alphabet vorhanden. Die meisten Sprecher dieser Sprechart des Kurmandschi weichen im Schriftverkehr auf die türkische Sprache aus.

## Pronomen
im Kurmandschi ist im Vergleich zu anderen indoiranischen Sprachen eine große Vielfalt an Pronomina erhalten geblieben. Zum Beispiel hat das Pronomen „ez“ für „ich“ eine alt-nordwestiranische Wurzel. Im Jung-Avestischen war es als „azǝm“ vertreten, im Parthischen als „az“ welche von der urindogermanischen Wurzel *eǵh2óm palatalisiert sind.

### Casus rectusPersonalpronomen
| Kurmandschi | Deutsch   |
| ----------- | --------- |
| ez          | ich       |
| tu          | du        |
| ew          | er/sie/es |
| em          | wir       |
| hûn         | ihr       |
| ew          | sie       |

### Casus rectusPersonalpronomen im West-Kurmandschi Dialekt
In den Regionen Pazarcik und Elbistan kann der ersten, zweiten und dritten Person singular ein Mophem angehängt werden, welches das Geschlecht des Sprechers bzw. der angesprochenen Person angibt.
| West-Kurmandschi | Deutsch                       |
| ---------------- | ----------------------------- |
| azî, az          | ich (maskulin), ich (neutral) |
| azê, az          | ich (feminin), ich (neutral)  |
| tî, tu           | du (maskulin), du (neutral)   |
| tê, tu           | du (feminin), du (neutral)    |
| î, aw            | er, er/sie                    |
| ê, aw            | sie, er/sie                   |
| am               | wir                           |
| hûn              | ihr                           |
| aw               | sie                           |

### Casus obliquusPersonalpronomen
| Kurmandschi              | Deutsch         |
| ------------------------ | --------------- |
| min                      | ich, mein, mich |
| te                       | du, dein, dich  |
| vî (hier), wî (dort) 2   | er, sein, ihn   |
| vê (hier), wê (dort) 2   | sie, ihr, sie   |
| me                       | wir, unser, uns |
| we                       | ihr, euer, euch |
| van (hier), wan (dort) 3 | sie, ihre, sie  |

### Fragepronomen
| Deutsch                    | Kurmandschi                       |
| -------------------------- | --------------------------------- |
| Wem                        | Ji kê re                          |
| Wen                        | Kê                                |
| Wer                        | Kî                                |
| Wie                        | Çawa / Çer / Çûtilî / Çilo / Çing |
| Was                        | Çi, Çir                           |
| Warum                      | Çima                              |
| Wo                         | Ku                                |
| Wann                       | Kengî                             |
| Welcher / Welche / Welches | Kîjan                             |
| Wie viel                   | Çend, Çiqas                       |

### Demonstrativpronomen
| Genus                 | Numerus          | Kasus          | Kurmandschi | Deutsch                  |
| --------------------- | ---------------- | -------------- | ----------- | ------------------------ |
| Maskulin und Feminin  | Singular, Plural | Casus Rectus   | Ev          | dieser, diese, diese pl. |
| Maskulin              | Singular         | Casus Obliquus | Vî          | diesen, diesem           |
| Feminin               | Singular         | Casus Obliquus | Vê          | diese, dieser            |
| Maskulin und Ferminin | Plural           | Casus Obliquus | Van         | diese, diesen            |

## Grammatik

### Nominale Kategorien
Das Nomen (Substantiv, Adjektiv, Pronomen) des Nordkurdischen besitzt folgende Kategorien:
| Nr | Kategorie      | Realisierungen                                                                     |
| -- | -------------- | ---------------------------------------------------------------------------------- |
| 1  | Genus          | Maskulinum (m) / Femininum (f)                                                     |
| 2  | Numerus        | Singular (sg) / Plural (pl)                                                        |
| 3  | Kasus          | primär: Rectus / Obliquus; sekundäre Kasus vom Obliquus abgeleitet, Ezafe, Vokativ |
| 4  | Definitheit    | bestimmt (unmarkiert) / unbestimmt (markiert)                                      |
| 5  | Attributierung | siehe Morpheme                                                                     |

### Verben

#### Infinitivstamm und Präsensstamm
Die Kurmandschi-Verben haben zwei Stämme:
1. Infinitivstamm
2. Präsensstamm

Infinitivstamm und Präsensstamm können identisch sein, jedoch gibt es meistens starke Abweichungen zwischen Präsensstamm und Infinitivstamm. Die Infinitivstämme sowie die Präsensstämme werden zur Bildung des Präteritums und des Präsens verwendet.
| Infinitiv | Übersetzung | Präsensstamm | Infinitivstamm |
| --------- | ----------- | ------------ | -------------- |
| hatin     | kommen      | -ê-          | hat            |
| dan       | geben       | -d-          | da             |
| gotin     | sagen       | -bêj-        | got            |
| xistin    | schlagen    | -x-          | xist           |

#### Splitergativität
Das Nordkurdische besitzt wie auch andere neuiranische Sprachen eine präteritale Splitergativität. So steht bei transitiven Verben in der Vergangenheitsform das Agens nicht im Rectus, sondern im Obliquus, und das direkte Objekt im Rectus (und nicht Obliquus). Diese Konstruktion lässt sich leicht aus der Entstehung der Vergangenheitsformen aus einem Verbaladjektiv erklären, das bei transitiven Verben eine passive, bei intransitiven Verben eine aktive Bedeutung hatte: statt „ich habe dich gesehen“ heißt es eigentlich wörtlich „du [Rectus] (wurdest) durch mich [Obliquus] gesehen“. Dieser Konstruktionstyp kommt schon im Altpersischen und in fast allen mitteliranischen Sprachen vor, die neuiranischen haben ihn zum Teil beibehalten.
Perfekt
Beispiele:
- MinCasus obliquus tuCasus rectus dîtî. = Ich habe dich gesehen

- EzCasus rectus çûm = Ich bin gegangen.

Hier steht das Agens im Casus rectus, weil „gehen“ ein intransitives Verb ist.

#### Verneinungen
Im Deutschen verwendet man für Verneinungen von Verben das Wort nicht wie z. B. Ich gehe nicht. Auf welche Art und Weise die Verneinung auf Kurmandschi gebildet wird, hängt davon ab, in welcher Zeit die Handlung stattfindet. Insgesamt kennt Kurmandschi fünf Negationspartikel:
| Form          | Negationspartikel |
| ------------- | ----------------- |
| Gegenwart     | ni, na            |
| Vergangenheit | ne                |
| Imperativ     | ne, me            |

Beispiele:
- Gegenwart: Em nizanin – Wir wissen nicht
- Gegenwart: Ez nakim – Ich mache nicht
- Vergangenheit: Min nekir – Ich haben nicht gemacht
- Imperativ: Neke in einigen Dialekten Meke – Mach nicht!

Zudem können in manchen Provinzen wie z. B. Kahramanmaras und Malatya je nach Geschlecht des Sprechers, die Negationsformen nî (maskulin) und nê (feminin) verwendet werden. Folgende Beispiele sind nicht hochsprachlich:
- Azî nî birçî ma – Ich bin nicht hungrig (Die Person die spricht ist männlich)
- Azê nê birçî ma – Ich bin nicht hungrig (Die Person die spricht ist weiblich)

### Substantive

#### Grammatikalisches Geschlecht
Kurmandschi kennt zwei grammatische Geschlechter (Genera), das maskuline und das feminine. Man kann man bei Substantiven durch die Endungen nicht feststellen, ob diese maskulin oder feminin sind, sondern muss es für jedes Wort lernen.

#### Kasus
Die Substantive werden in Kurmandschi nach folgenden grammatischen Kategorien dekliniert: dem Subjektfall (Casus rectus) und dem Objektfall (Casus obliquus). Kurmandschi verfügt damit so wie das Altfranzösische über eine Zweikasusflexion. Der Casus rectus entspricht dem deutschen Nominativ, während der Casus obliquus Funktionen übernimmt, die in anderen Sprachen üblicherweise mit dem Genitiv, dem Dativ, dem Akkusativ und dem Lokativ ausgedrückt werden. Neben diesen beiden Fällen gibt es auch einen Vokativ und die Ezafe.
Der Nominativ wird mit dem Casusu rectus gebildet:
- Mer jinê dibîne – Der Mann sieht die Frau

Für den Dativ, wird der Casus obliquus und die Zirkumposition ji ... re verwendet:
- Jin ji merî re dibêje – Die Frau sagt dem Mann

Der Akkusativ wird mit dem Casus obliquus gebildet:
- Jin merî dibîne – Die Frau sieht den Mann

##### Vokativ
Unter Vokativ (auch Anredefall) versteht man eine spezielle Form eines Nomens, zumeist eines Substantivs, die gebraucht wird, um den Adressaten einer sprachlichen Äußerung direkt anzureden oder anzurufen. Kurmandschi hat den protoindoeuropäischen Vokativ nicht verloren und unterscheidet heute noch drei Formen:
| Maskulinum (-o / -yo) | Femininum (-ê / -yê) | Plural (-ino)            |
| --------------------- | -------------------- | ------------------------ |
| Rêzan-o! (Oh Rezan!)  | Delal-ê! (Oh Delal!) | Heval-ino! (Oh Freunde!) |

##### Ezafe
Wenn ein Substantiv näher bestimmt werden soll, so wird das Wort im Kurmandschi wie in anderen iranoarischen Sprachen über eine Ezafe mit dem Bestimmungswort verbunden. Zum Beispiel bildet man die Genitivverbindung „Das Haus der Frau“ als Mal-a jin-ê. Bei der Ezafe gibt es im Singular für männlich und weiblich jeweils verschiedene Formen und im Plural eine gemeinsame Form für beide Geschlechter.
| Männlich Singular | Weiblich Singular | Plural |
| ----------------- | ----------------- | ------ |
| ê                 | a                 | ên     |

Beispiele:
- Deine Liebe – Evîna te
- Sein Name – Navê wî
- Unsere Kinder – Zarokên me

Endungen im Casus obliquus
| Männlich Singular | Weiblich Singular | Plural |
| ----------------- | ----------------- | ------ |
| î                 | ê                 | an     |

Beispiele:
- Das Haus eines Mannes – Mala mêrekî
- Das Kleid der Frau – Kirasê jinê
- Heimat der Kurden – Welatê Kurdan

### Tempusbildung

#### Perfekt beitransitiven Verben
Das Perfekt wird für Sachverhalte verwendet, die in der Vergangenheit abgeschlossen wurden, deren Ergebnis oder Folge aber noch relevant sind.
Bsp.: kirin- machen
| Deutsch           | Kurmandschi |
| ----------------- | ----------- |
| Ich habe gemacht  | Min kir     |
| Du hast gemacht   | Te kir      |
| Er hat gemacht    | Wî kir      |
| Sie hat gemacht   | Wê kir      |
| Wir haben gemacht | Me kir      |
| Ihr habt gemacht  | We kir      |
| Sie haben gemacht | Wan kir     |

#### Plusquamperfekt bei transitiven Verben
Das Plusquamperfekt wird für abgeschlossene Ereignisse verwendet.
Bsp.: kirin- machen
| Deutsch            | Kurmandschi |
| ------------------ | ----------- |
| Ich hatte gemacht  | Min kiri bû |
| Du hattest gemacht | Te kiri bû  |
| Er hatte gemacht   | Wî kiri bû  |
| Sie hatte gemacht  | Wê kiri bû  |
| Wir hatten gemacht | Me kiri bû  |
| Ihr hattet gemacht | We kiri bû  |
| Sie hatten gemacht | Wan kiri bû |

#### Präteritum bzw. Durativ bei transitiven Verben
In der Regel wird das Präteritum in der Schriftsprache zur Bezeichnung der Vergangenheit oder für Tätigkeiten, die öfters wiederholt wurden, verwendet. Es wird mit dem Präfix „di-“ gebildet, welches an den Infinitivstamm angehängt wird.
Bsp.: kirin- machen
| Deutsch     | Kurmandschi |
| ----------- | ----------- |
| Ich machte  | Min dikir   |
| Du machtest | Te dikir    |
| Er machte   | Wî dikir    |
| Sie machte  | Wê dikir    |
| Wir machten | Me dikir    |
| Ihr machtet | We dikir    |
| Sie machten | Wan dikir   |

#### Präsens-Normalform
Das Präsens wird im Kurdischen durch das Anfügen eines Präfixes di- und der Personalendung gebildet.
Bsp.: kirin- machen
| Deutsch         | Kurmandschi |
| --------------- | ----------- |
| Ich mache       | Ez dikim    |
| Du machst       | Tu dikî     |
| Er/Sie/Es macht | Ew dike     |
| Wir machen      | Em dikin    |
| Ihr macht       | Hûn dikin   |
| Sie machen      | Ew dikin    |

Bei manchen Verben wird das Präfix an den Stamm assimiliert. Als Beispiel ein anderes Wort für Gehen herin. Anstatt des Ez diherim wird die Kurzform Ez darim oder Ez terim benutzt.
Bsp.: çûn- gehen
| Deutsch        | Kurmandschi |
| -------------- | ----------- |
| Ich gehe       | Ez diçim    |
| Du gehst       | Tu diçî     |
| Er/Sie/Es geht | Ew diçe     |
| Wir gehen      | Em diçin    |
| Ihr geht       | Hûn diçin   |
| Sie gehen      | Ew diçin    |

Ein anderes Beispiel für ein unregelmäßiges Verb ist wissen mit dem Infinitiv zanîn, wo das Präfix „di-“ in einigen wenigen Mundarten weggelassen wird. Dies ist jedoch wenig verbreitet.
| Deutsch        | Normalform  | Kurzform  |
| -------------- | ----------- | --------- |
| Ich weiß       | Ez dizanim  | Ez zanim  |
| Du weißt       | Tu dizanî   | Tu zanî   |
| Er/Sie/Es weiß | Ew dizane   | Ew zane   |
| Wir wissen     | Em dizanin  | Em zanin  |
| Ihr wisst      | Hûn dizanin | Hûn zanin |
| Sie wissen     | Ew dizanin  | Ew zanin  |

#### Präsens Progressiv
Verlaufsformen werden gebildet, in dem man ein „e“ an die Präsensform anhängt.
Allerdings kommt bei der dritten Person Singular die Y-Regel zur Geltung, da am Ende schon ein „e“ ist.
Die deutsche Sprache bildet lebendige Verlaufsformen meist nur in Dialekten, daher ist folgendes Übersetzungsbeispiel nicht völlig hochsprachlich:
| Deutsch                | Kurmandschi |
| ---------------------- | ----------- |
| Ich bin am Gehen       | Ez diçime   |
| Du bist am Gehen       | Tu diçîyî   |
| Er/Sie/Es ist am Gehen | Ew diçiye   |
| Wir sind am Gehen      | Em diçine   |
| Ihr seid am Gehen      | Hûn diçine  |
| Sie sind am Gehen      | Ew diçine   |

#### Futur I
Für das Futur wird anstatt „di-“ das Präfix „bi-“ benutzt. Darüber hinaus wird dem Subjekt eine Endung „ê / yê“ angehängt, die aber unbetont ist und die getrennt- oder zusammengeschrieben werden kann.
| Deutsch                    | Kurmandschi        |
| -------------------------- | ------------------ |
| Ich werde Brot kaufen      | Ezê nan bifiroşim  |
| Du wirst Brot kaufen       | Tuyê nan bifiroşî  |
| Er/Sie/Es wird Brot kaufen | Ewê nan bifiroşe   |
| Wir werden Brot kaufen     | Emê nan bifiroşin  |
| Ihr werdet Brot kaufen     | Hûnê nan bifiroşin |
| Sie werden Brot kaufen     | Ewê nan bifiroşin  |

Jedoch gibt es viele irreguläre Verben. Aus morphologischen Gründen heißt es nicht Ezê „biherim“ sondern:
- Ich werde gehen – Ezê herim.

In manchen Provinzen wie z. B. Kahramanmaraş oder Malatya wird anstelle der Endung „ê“ das Wort „ki“ dem Subjekt nachgestellt, um das Futur zu bilden. Es übernimmt die gleiche Funktion wie das deutsche Wort werden.
- Ich werde schicken – Azî ki bişînim[11] (Nicht hochsprachlich)

#### Futur II
Die Zeitform Futur II (vollendete Zukunft) wird gebildet, um die Vermutung zu äußern, dass eine Handlung zu einem bestimmten Zeitpunkt bereits abgeschlossen sein wird.
- Ich werde gemacht haben – Min ê kiribe[13]

### Konjunktiv

#### Konjunktiv II (Imperfect subjunctive)
Der Konjunktiv wird verwendet, um unmögliche und unwahrscheinliche Bedingungen oder Bedingungsfolgen zu benennen. Für den Konjunktiv wird dem Infinitivstamm das Präfix „bi-“ angefügt. Darüber hinaus wird dem Stamm die Endung „a / ya“ angehängt.
Beispiel:
- Wenn ich es dir gesagt hätte, würdest du (es) wissen – Bila min ji te re bigota, teyê bizana

| Deutsch                                      | Kurmandschi     |
| -------------------------------------------- | --------------- |
| Hätte ich gemacht / Wenn ich gemacht hätte   | Bila min bikira |
| Hättest du gemacht / Wenn du gemacht hättest | Bila te bikira  |
| Hätte er gemacht / Wenn er gemacht hätte     | Bila wî bikira  |
| Hätte sie gemacht / Wenn sie gemacht hätte   | Bila wê bikira  |
| Hätten wir gemacht / Wenn wir gemacht hätten | Bila me bikira  |
| Hättet ihr gemacht / Wenn ihr gemacht hättet | Bila we bikira  |
| Hätten sie gemacht / Wenn sie gemacht hätten | Bila wan bikira |

#### Konjunktiv II (Present conditional)
Für diese Konjunktiv-Form erhält das Personalpronomen zusätzlich die Endung „ê / yê“.
Beispiel:
- Wenn ich es dir gesagt hätte, würdest du (es) wissen – Bila min ji te re bigota, teyê bizana

| Deutsch                             | Kurmandschi |
| ----------------------------------- | ----------- |
| Ich hätte gemacht / würde machen    | minê bikira |
| Du hättest gemacht / würdest machen | teyê bikira |
| Er hätte gemacht / würde machen     | wîyê bikira |
| Sie hätte gemacht / würde machen    | wêyê bikira |
| Wir hätten gemacht / würden machen  | meyê bikira |
| Ihr hättet gemacht / würdet machen  | weyê bikira |
| Sie hätten gemacht / würden machen  | wanê bikira |

### Diathese

#### Passiv
Das Passiv wird mit Hilfe des Wortes kommen hatin gebildet. Nur transitive Verben können im Passiv stehen.
| Aktiv                | Passiv                                |
| -------------------- | ------------------------------------- |
| Mêr wî dibînin       | Ew ji mêran tê dîtin                  |
| Die Männer sehen ihn | Er / Sie wird von den Männern gesehen |

Beispiele: lesen – xwendin
- Pirtûk hati bû xwendin – Das Buch war gelesen worden
- Pirtûk hate xwendin – Das Buch wurde gelesen
- Pirtûk tê xwendin – Das Buch wird gelesen
- Pirtûk bê xwendin – Das Buch wird gelesen werden

## Wortschatz
Kurmandschi gehört zu den wenigen iranischen Sprachen, die trotz der Islamisierung im Großen und Ganzen ihren originalen Wortschatz bewahren konnten, wenn es auch viele arabische Lehnwörter gibt. Persisch wurde als wichtige Amts- und Kultursprache stärker vom Arabischen beeinflusst als das Kurdische, eine Sprache, die in den gebirgigen Regionen einen natürlichen Schutz hat. Die indoeuropäische Herkunft von Kurmandschi zeigt sich noch heute in vielen Wörtern.
Beispiele für Wörter, die keinen großen Lautverschiebungen ausgesetzt worden sind:
| Proto-Indoeuropäisch | Kurmandschi            | Deutsch      |
| -------------------- | ---------------------- | ------------ |
| *bhréh2tōr           | bira, bra              | Bruder       |
| *bher-               | birin / birdin         | (bringen)    |
| *h3bhruH             | birû                   | (Augen)braue |
| *h1nḗh3mṇ            | nav                    | Name         |
| *néwos               | nû, nev, new           | neu          |
| *swéḱs               | şeş                    | sechs        |
| *h2stḗr              | histêrk, stêr, hestare | Stern        |

### Wörterbücher
- Deutsch-Nordkurdisches Wörterbuch Ferheng